# Lijst van uurwerkmakers
Dit is een lijst van uurwerkmakers. 

## België
- M.J. Boty Fils
- Kamiel Festraets, (1904 - 1974), Sint-Truiden, maker van het Festraetsuurwerk
- Hubert Sarton, (1748-1828), uitvinder van het automatisch zakhorloge
- M.F. Lutzenrath, van oorsprong Duitse uurwerkmaker die omstreeks 1837 tot eind 19de eeuw leefde en woonde in Brugge (Simon Stevinplein 21)
- Balthasar de Pap, maker van het oudst bekende, in Luik gesigneerde, zakhorloge uit 1612
- Louis Zimmer, (1888-1970), Lier, maker van de jubelklok in de Zimmertoren en de wonderklok.

## Duitsland
- Peter Henlein, 1479/1480 – 1542, maker van het eerste draagbare horloge tussen 1504 en 1508

## Groot-Brittannië
- Alexander Bain, elektrische klok
- Edmund Beckett Denison (artikel in het Engels), later Lord Grimthorpe (1816-1905), bouwer van de klok in de Big Ben (Elizabeth Tower)
- Edward East
- Francis Foreman, oprichter van het Worshipful Company of Clockmakers
- John Harrison
- Henry Jones
- Thomas Tompion

## Nederland
- Carol Willem Bakker, Goor
- Jacobus Barrity, Harlingen
- Edward Brookes, Amsterdam
- Johannes van Ceulen
- Bernard van der Cloesen
- Salomon Coster (ca. 1622-1659), Den Haag
- Willem Dadelbeek
- Hendrick van Diest, Amsterdam
- Ahasuerus Fromanteel, Amsterdam
- John Fromanteel, Amsterdam
- Bart Grönefeld, Oldenzaal
- Tim Grönefeld, Oldenzaal
- Jacob Hasius, Amsterdam
- Christiaan Huygens, (1629-1695), Den Haag
- Hendrik Johan Kessels, 1781-1849, Maastricht/Altona
- Simon Lachez, (1648-1723), Utrecht
- Egbert Jans van Leeuwarden (1608-1674), Utrecht
- Jan van Leeuwarden, zoon van Egbert Jans van Leeuwarden, Utrecht
- J.J. van Leeuwarden, (1648-1689), Amsterdam
- Johannes Meckevelt (*1731), Delden
- Gijsbert Jacobus Nauta, Leeuwarden
- Hans Nilve of Hans Niloe
- Joseph Norris, Amsterdam
- Severijn Oosterwijck, Den Haag
- Anthonie van Oostrom, Amsterdam
- Willem Ringelenberg (*1753)
- Goslink Ruempol, Laren
- Willem Stampioen, Rotterdam
- Anthonie ter Swaek, Goor
- D.J. Tasma, Grouw
- Johannes Tegelbergh
- John Uneman, Delft
- Willem Uneman, Delft
- Pieter Visbagh
- Kornelis Michielsz. Volger, Wormerveer

## Polen
- Johann Eichstedt, Dantzig (tegenwoordig Gdańsk)

## Tsjechië
- Nicolaas van Kadaň, maker van het Praagse Astronomische torenuurwerk.

## Verenigde Staten
- Aaron Lufkin Dennison (1812-1895)
- Eli Terry (1772-1852)

## Zwitserland
- André Bornand (1892–1967), meesterhorlogemaker bij Patek Philippe